# The Sons of Satan
The Sons of Satan è un film muto del 1915 diretto da George Loane Tucker.

## Trama
Un detective, segretamente a capo di una banda di ladri, si innamora di un'attrice ingaggiata dal figlio di un conte.

## Produzione
Il film fu prodotto dalla London Film Productions.

## Distribuzione
Distribuito dalla Jury Films, il film uscì nelle sale cinematografiche britanniche nel giugno 1915. Negli Stati Uniti, fu distribuito il 16 febbraio 1916 dall'Universal Film Manufacturing Company (come Red Feather Photoplays).